# Воздыханцы
Воздыханцы — направление в старообрядчестве.

## История
В 1870 году в Калуге башмачник Иван Ахлебинин основал общину, получившую позднее название воздыханцев. Члены данного толка отвергают любое внешнее поклонение богу, иконы, таинства и церковную иерархию, однако признают «толковые книги» — Евангелие, Деяния апостолов и Псалтырь.
Согласно верованиям воздыханцев, сначала было царство Бога-Отца, затем наступило царство Бога-Сына, а спустя 8 тысяч лет от сотворения мира пришло царство Духа Святого. Эта доктрина нашла отражение в обрядах воздыханцев. На молитвенных собраниях они вместо крестного знамения воздыхают, поднимая глаза к небу и проводя по своему лицу рукой или платком.